# Кедровка (верхний приток Васюгана)
Кедровка (Атымигай, в верховье — Большая Кедровка) — река в России, протекает в Томской области. Устье реки находится в 295 км по правому берегу реки Васюган. Длина реки составляет 132 км.
Притоки: Малая Кедровка, Озёрная, Березовая, Осиновая, Корявая, Сыглынигай.

## Данные водного реестра
По данным государственного водного реестра России относится к Верхнеобскому бассейновому округу, водохозяйственный участок реки — Васюган, речной подбассейн реки — Васюган. Речной бассейн реки — (Верхняя) Обь до впадения Иртыша.